# Chrysobothris rossi
Chrysobothris rossi es una especie de escarabajo del género Chrysobothris, familia Buprestidae. Fue descrita científicamente por Van Dyke en 1942.